# Cullumia sulcata
Cullumia sulcata là một loài thực vật có hoa trong họ Cúc. Loài này được (Thunb.) Drège ex Less. mô tả khoa học đầu tiên.